# Valjouffrey
Valjouffrey é uma comuna francesa na região administrativa de Auvérnia-Ródano-Alpes, no departamento de Isère. Estende-se por uma área de 72,6 km².